# Cérvol mesquer comú

Crani

El cérvol mesquer comú (Moschus moschiferus) és un cérvol mesquer que viu als boscos de muntanya del nord-est d'Àsia. És especialment comú a la taigà del sud de Sibèria, però també viu a parts de Mongòlia, Mongòlia Interior, Manxúria i la península de Corea. És majoritàriament nocturn i només migra distàncies curtes. Prefereix altituds de més de 2.600 metres. Els adults són petits, amb un pes de 7-17 kg.